# Xin chào Quái vật
Xin chào Quái vật (Hangul: 너를 기억해; RR: Neoreul Gieokhae; I Remember You) là seri phim truyền hình Hàn Quốc với sự tham gia của Seo In-guk, Jang Na-ra, Choi Won-Young và Park Bo-gum. Phim  được phát sóng trên kênh KBS2 từ ngày 22 tháng 11 năm 2015 mỗi thứ hai và thứ ba lúc 21:55 gồm 16 tập.

## Nội dung
Nhà phân tích tâm lý học thiên tài Lee Hyun (Seo In-guk), trở về quê nhà Hàn Quốc sau khi tìm được một manh mối, là một phần trong ký ức mà tưởng như đã bị chôn vùi. Không được biết đến điều đó, một trong những thành viên trong nhóm của anh, Thám tử Cha Ji-an (Jang Na-ra), đã cùng Lee Hyun điều tra các vụ án. Lee Hyun nhận ra được rằng cha của mình bị giết và sự mất tích bí ẩn của người em trai liên quan đến một tội phạm tên là Lee Joon Young (Choi Won-Young) - người đã đợi Lee Hyun tìm thấy mình trong nhiều năm. Họ tìm ra sự thật này để tìm ra sự thật khác mà không biết rằng cả hai đã bị lôi kéo vào trò mèo vờn chuột nguy hiểm bởi chính tên tội phạm ấy.

## Diễn viên

### Diễn viên chính
- Seo In-guk vai Lee Hyun / David Lee
  - Hong Hyun-taek[7] vai Lee Hyun thời thơ ấu

Lee Hyun là một "đứa trẻ kỳ lạ" với những hành động khiến cha cậu - một thanh tra cảnh sát phải hoài nghi rằng con mình có tiềm thức của một tên tội phạm, sau này ông nhốt cậu vào một căn phòng kín để cậu dừng ngay những suy nghĩ ấy. Sau khi cha mất, Lee Hyun được đồng nghiệp của cha mình nhận nuôi, đi du học ở nước ngoài và trở thành một giáo sư tâm lý học. Kỳ lạ rằng anh bị mất trí nhớ về thời thơ ấu, những kỷ niệm và một loạt các manh mối dẫn dắt anh để trở về Hàn Quốc. Anh giải quyết các vụ án mạng và dường như chúng có mối liên quan kì lạ nào đó.
- Jang Na-ra vai Cha Ji-an
  - Park Ji-so vai Cha Ji-an thời thơ ấu

Bố Cha Ji-an biến mất kì lạ trong một đêm mưa cùng Lee Joon-young - tù nhân bị kết án tử hình, đã trốn thoát bằng việc giả chết. Cô trở thành một thanh tra cảnh sát và gặp lại Lee Hyun, cậu bé mà cô theo đuổi lúc nhỏ. Với hoàn cảnh tương tự, cả hai cùng nhau hợp tác giải quyết các vụ án.
- Choi Won-young vai Lee Joon-ho / Lee Joon-young
  - D.O. vai Lee Joon-young lúc trẻ[8]

Sinh ra như một đứa con bị ruồng bỏ, Joon-young đã bị chấn thương tâm lý nặng nề. Ông sớm nuôi ý nghĩ giết người và trở thành một tên sát nhân, với những suy nghĩ và hành động không giống như tội phạm bình thường.
- Park Bo-gum vai Jung Sun-ho / Lee Min
  - Hong Eun-taek[7] vai Lee Min thời thơ ấu

Lee Min kể về sự gần gũi của mình với anh trai Lee Hyun. Lee Min cứ tưởng rằng anh trai đã bỏ rơi mình. Sau 20 năm, anh xuất hiện với cái tên khác - Jung Sun-ho. Trong suốt thời gian đó, Lee Min luôn theo dõi anh trai mình nhưng Lee Hyun không hề nhận ra.

### Các diễn viên khác
- Lee Chun-hee vai Kang Eun-hyuk

Đội trưởng đội điều tra và là con trai của ủy viên cảnh sát.
- Min Sung-wook vai Son Myung-woo
- Kim Jae-young vai Min-Seung-joo
- Son Seung-won vai Choi Eun-bok
- Im Ji-eun vai Hyun Ji-soo

Giám đốc kế hoạch của đội điều tra và là mẹ nuôi của Lee Hyun.
- Nam Kyung-eup vai Kang Seok-joo

Ủy viên cảnh sát và cha của Kang Eun-hyuk

### Cameo và khách mời
- Shin Dong-mi vai Yang Eun-jung

Dì của Cha Ji-an.
- Jun Kwang-ryul vai Lee Joong-min

Bố của Lee Hyun và Lee Min
- Tae In-ho vai Yang Seung-hoon
- Choi Deok-moon va Na Bong-sung
- Lee So-yoon
- Yoo Hyung-kwan vai Yang Jin-seok
- Park Gun-rak
- Lee Won-jae
- Ha In-hwan
- Bae Ki-bum
- Han Young-kwan
- Yoon Dong-young
- Dong Yoon-seok
- Song Ui-joon
- Shin Jae-ha vai Park Dae-young (tập 5)
- Kim Jong-gu vai Shin Jang-ho
- Jung Jong-ryul
- Kim Kyu-chul vai Park Young-chul (tập 5)
- Seo Young-joo vai Lee Jung-ha (tập 6–7)
- Yoo Se-hyung vai Lee Jin-woo
- Ryu Sung-hyun vai Lee Han-chul (tập 6–7)
- Lim Seong-eon vai Ji Hyun-sook (tập 9–10)
- Go Kyu-pil vai Park Soo-yong
- Park Jae-woong vai Do Jae-shik
- Lee El vai Kang Sung-eun (tập 9–10)
- Kim Min-kyung
- Hwang Min-ho

## Tỉ suất người xem
| Tập #   | Ngày phát sóng           | Tựa đề                                                     | Bình quân khán giả | Bình quân khán giả | Bình quân khán giả | Bình quân khán giả |
| Tập #   | Ngày phát sóng           | Tựa đề                                                     | TNmS Ratings       | TNmS Ratings       | AGB Nielsen        | AGB Nielsen        |
| Tập #   | Ngày phát sóng           | Tựa đề                                                     | Toàn quốc          | Thủ đô Seoul       | Toàn quốc          | Thủ đô Seoul       |
| ------- | ------------------------ | ---------------------------------------------------------- | ------------------ | ------------------ | ------------------ | ------------------ |
| 1       | 22 tháng 6 năm 2015      | Câu chuyện của mỗi đứa trẻ đều bắt đầu với bố mẹ của chúng | 5.6%               | 5.6%               | 4.7%               | 4.7%               |
| 2       | 23 tháng 6 năm 2015      | Xin chào, Quái vật                                         | 5.6%               | -                  | 4.7%               | 4.5%               |
| 3       | 29 tháng 6 năm 2015      | Người thì không giết, nhưng...                             | 5.2℅               | 5.8%               | 4.7%               | 4.8%               |
| 4       | ngày 30 tháng 6 năm 2015 | Nghi can, Lee Hyun                                         | 4.9%               | -                  | 4.0%               | 4.1%               |
| 5       | ngày 6 tháng 7 năm 2015  | Những phát sinh không ngừng nghỉ về quá khứ                | 4.6%               | -                  | 4.6%               | 4.8%               |
| 6       | ngày 7 tháng 7 năm 2015  | Máu của tên sát nhân                                       | 5.4%               | -                  | 4.8%               | 4.9%               |
| 7       | ngày 13 tháng 7 năm 2015 | Cùng nhau hợp tác nhé?                                     | 5.0%               | -                  | 4.7&               | 4.5%               |
| 8       | ngày 14 tháng 7 năm 2015 | Nhớ em                                                     | 4.2%               | 4.7%               | 4.6%               | 5.0%               |
| 9       | ngày 20 tháng 7 năm 2015 | Kẻ đeo bám                                                 | 4.5%               | 4.6℅               | 4.9%               | 5.1%               |
| 10      | ngày 21 tháng 7 năm 2015 | Tìm tôi                                                    | 4.6%               | -                  | 5.0%               | 5.0%               |
| 11      | ngày 27 tháng 7 năm 2015 | Sự ra đời của Quái vật                                     | 4.7%               | 5.1%               | 4.8%               | 4.9%               |
| 12      | ngày 28 tháng 7 năm 2015 | Nếu như tôi giết một ai đó...                              | 4.6%               | 5.5%               | 5.0%               | 5.2%               |
| 13      | ngày 3 tháng 8 năm 2015  | Lựa chọn những gì mà cậu sẽ làm?                           | 4.1%               | 4.1%               | 4.5%               | 4.7%               |
| 14      | ngày 4 tháng 8 năm 2015  | Phòng của Lee Joon-young                                   | 4.7%               | 4.9%               | 5.3%               | 5.4%               |
| 15      | ngày 10 tháng 8 năm 2015 | Có thể là một kết thúc tốt đẹp?                            | 4.6%               | -                  | 4.5%               | 4.9%               |
| 16      | ngày 11 tháng 8 năm 2015 | Tôi nhớ em                                                 | 4.3%               | -                  | 5.1%               | -                  |
| Average | Average                  | Average                                                    | 4.8%               | %                  | 4.7%               | %                  |

Bộ phim được phát sóng với phụ đề tiếng Anh trên KBS World một tuần sau khi phát sóng ở Hàn Quốc.

## Giải thưởng và đề cử
| Năm  | Giải thưởng            | Hạng mục                      | Người nhận    | Kết quả   |
| ---- | ---------------------- | ----------------------------- | ------------- | --------- |
| 2015 | 8th Korea Drama Awards | Top Excellence Award, Actress | Jang Na-ra    | Đề cử     |
| 2015 | 8th Korea Drama Awards | Excellence Award, Actor       | Seo In-guk    | Đề cử     |
| 2015 | 8th Korea Drama Awards | Best Screenplay               | Kwon Ki-young | Đề cử     |
| 2015 | 4th APAN Star Awards   | Best New Actor                | Park Bo-gum   | Đề cử     |
| 2015 | 29th KBS Drama Awards  | Best Supporting Actor         | Park Bo-gum   | Đoạt giải |
| 2015 | 29th KBS Drama Awards  | Popularity Award, Actor       | Park Bo-gum   | Đoạt giải |

## Liên kết
- Hello Monster official KBS website (Korean)
- Hello Monster at KBS World
- I Remember You at HanCinema
- I Remember You tại Internet Movie Database